# فريدل بيرج
فريدل بيرج (بالألمانية: Friedel Berges)‏ (23 أكتوبر 1903 – 13 أغسطس 1969) هو سبّاح ألماني راحل، مثّل بلاده في الألعاب الأولمبية الصيفية 1928.

## روابط خارجية
فريدل بيرج على موقع الاتحاد الدولي للسباحة (الإنجليزية)
- فريدل بيرج على موقع أوليمبيديا (الإنجليزية)